# Emmanuel Foulon
Emmanuel Foulon est un archer belge né le 29 décembre 1871 à Frameries.

## Carrière
Lors des Jeux olympiques d'été de 1900 à Paris, Emmanuel Foulon dispute l'épreuve sur la perche à la herse et est sacré champion olympique, devant le Français Auguste Serrurier et le Belge Émile Druart.